# 嚴禎
嚴禎（？—？），字廷瑞，湖廣德安府孝感縣人，軍籍，明朝政治人物。

## 生平
湖廣鄉試第十五名舉人。成化二十三年（1487年）中式丁未科三甲第二百零五名進士。

## 家族
曾祖嚴宗夔；祖父嚴世忠；父嚴敏，縣丞。母鄒氏。